# Lijst van rijksmonumenten in Wiene
De plaats Wiene telt 8 inschrijvingen in het rijksmonumentenregister. Hieronder een overzicht.
| Object                              | Oorspronkelijke functie? | Bouwjaar  | Architect | Locatie                         | Coördinaten?                  | Nr.?   | Afbeelding         |
| ----------------------------------- | ------------------------ | --------- | --------- | ------------------------------- | ----------------------------- | ------ | ------------------ |
| Sluiskolk                           | Waterkering en -doorlaat | 1930-1936 |           | Sluisstraat bij 51              | 52° 14' 46" NB, 6° 40' 39" OL | 507775 | Meer afbeeldingen  |
| Sluismeesterwoning                  | Dienstwoning             | 1930-1936 |           | Sluisstraat 51                  | 52° 14' 46" NB, 6° 40' 39" OL | 507776 | Sluismeesterwoning |
| Dienstruimtes                       | Dienstwoning             | 1930-1936 |           | Sluisstraat 53                  | 52° 14' 47" NB, 6° 40' 41" OL | 507777 | Upload foto        |
| Electrogemaal                       | Gemaal                   | 1930-1936 |           | Sluisstraat bij 51              | 52° 14' 45" NB, 6° 40' 31" OL | 507778 | Electrogemaal      |
| Witgeschilderde vaste betonnen brug | Brug                     | 1930-1936 |           | Sluisstraat bij 51              | 52° 14' 45" NB, 6° 40' 31" OL | 507779 | Upload foto        |
| Klapbrug over het scheepvaartkanaal | Brug                     | 1930-1936 |           | Sluisstraat bij 51              | 52° 14' 45" NB, 6° 40' 31" OL | 507780 | Upload foto        |
| Twee jachtpalen                     | Grensafbakening          | 1878      |           | kruispunt Ulkenw./Dorrew. (bij) | 52° 14' 5" NB, 6° 38' 21" OL  | 507806 | Twee jachtpalen    |
| Heerbaard                           | Boerderij                | 1829      |           | Rijksweg 4                      | 52° 14' 13" NB, 6° 37' 36" OL | 507807 | Upload foto        |